# Петросян, Артур Эммануилович
Арту́р Эммануи́лович Петрося́н (1912—1998) — советский учёный в области аэрогазодинамики угольных шахт и исследований метана угольных месторождений, доктор технических наук, профессор, Заслуженный деятель науки и техники РСФСР, почётный работник угольной промышленности России.

## Биография
Родился 20 апреля 1912 года в г. Батуми Кутаисской губернии.
В 1933 году окончил Батумский индустриальный техникум, в 1940 году — Сталинский индустриальный институт (ныне — Донецкий национальный технический университет), получив квалификацию горного инженера.
Работал на шахтах Донбасса начальником участка.
В 1941-1945 годах в составе действующей армии воевал на фронтах Великой Отечественной войны.
После демобилизации вернулся к работе на шахтах Донбасса в должностях начальника участка, главного инженера шахты, начальника шахтоуправления. Был направлен на курсы повышения квалификации в Академию угольной промышленности.
По окончании Академии перешёл на научную работу в Институт горного дела имени А. А. Скочинского, где возглавил лабораторию прогноза и борьбы с газовыделением в должности заведующего.
С 1967 по 1979 год в том же институте руководил отделением рудничной аэрологии и борьбы с внезапными выбросами угля и газа.
Решением ВАК в 1972 году А. Э. Петросяну присвоена учёная степень доктора технических наук, в 1975 году — учёное звание профессора.
В 1986-1988 годах — главный научный сотрудник и член учёного совета Института горного дела имени А. А. Скочинского.
Автор более 130 научных работ и 16 авторских свидетельств на изобретения.

## Награды и премии
Награждён оренами Орден Ленина и «Знак Почёта», девятью медалями.
Лауреат премии им. академика А. А. Скочинского (1976).
Заслуженный деятель науки и техники РСФСР (1984).
Почётный работник угольной промышленности России (1995).
Полный кавалер отраслевой награды Знак «Шахтёрская слава».

## Основные научные публикации
- Петросян, Артур Эммануилович. Разработка пластов полого падения с высокой газоносностью в Донбассе. — М. : Углетехиздат, 1954. — 83 с. : черт.
- Петросян, Артур Эммануилович. Выделение метана в угольных шахтах: Закономерности и их инж. использование / А. Э. Петросян ; Ин-т горного дела им. А. А. Скочинского. — М. : Наука, 1975. — 188 с. : ил.
- Петросян А. Э., Иванов Б. М., Крупеня В. Г. Теория внезапных выбросов. — М. : Наука, 1983. — 152 с.